# Faustverleihung 2023
Die Faustverleihung 2023, die 18. Verleihung des Deutschen Theaterpreises Der Faust, fand am 25. November 2023 im Thalia Theater Hamburg statt. Die Nominierungen wurden am 21. September 2023 bekanntgegeben.
Zur Jury gehörten 2023 Noam Brusilovsky, Yvonne Büdenhölzer, Tatjana Gürbaca, Sebastian Hannak, Helgard Haug, Johanna Roggan und Jürgen Zielinski.

## Preisträger und Nominierte
Inszenierung Schauspiel
Stefan Bachmann – Johann Holtrop – Abriss der Gesellschaft – Schauspiel Köln/Düsseldorfer Schauspielhaus
- Ebru Tartıcı Borchers – Amsterdam – Oldenburgisches Staatstheater
- Luise Voigt – Der Meister und Margarita – Deutsches Nationaltheater/Staatskapelle Weimar

Darsteller:in Schauspiel
Fritzi Haberlandt – Angabe der Person – Deutsches Theater Berlin
- Christian Friedel – Dorian in Dorian – Düsseldorfer Schauspielhaus
- Natalie O’Hara – Alice in Alice – Spiel um dein Leben – Hamburger Kammerspiele

Inszenierung Musiktheater
David Hermann – Dogville – Aalto Musiktheater Essen
- Bastian Kraft – Rusalka – Staatsoper Stuttgart
- Philipp Westerbarkei – Macbeth – Stadttheater Bremerhaven

Darsteller:in Musiktheater
Vera-Lotte Boecker – Nadja in Bluthaus – Bayerische Staatsoper München
- Lisa Mostin – Gefährtin in Intolleranza 2022 – Oper Wuppertal
- Juliana Zara – Lulu in Lulu – Staatstheater Darmstadt

Inszenierung Tanz
Florentina Holzinger – Ophelia’s got Talent – Volksbühne Berlin
- Zufit Simon – Radical Cheerleading – LOT-Theater Braunschweig / Schwere Reiter München
- Imre van Opstal und Marne van Opstal – I’m afraid to forget your smile – Hessisches Staatsballett (Hessischen Staatstheater Wiesbaden, Staatstheater Darmstadt)

Darsteller:in Tanz
Ligia Lewis – A Plot / A Scandal – Ruhrtriennale
- Clémentine Deluy – Beethoven 7 – Radialsystem Berlin
- Friedemann Vogel – Nussknacker / Drosselmeiers Neffe in Der Nussknacker – Stuttgarter Ballett

Raum
Manuel Braun und Jonas Dahl (Video), Rainer Sellmaier (Bühne und Kostüme) – Arabella – Deutsche Oper Berlin
- Philipp Nicolai – Hotel Europa – Junges Ensemble Stuttgart und NIE Theatre
- Jo Schramm – Dogville – Aalto Musiktheater Essen

Kostüm
Johanna Trudzinski – Baroque – Schauspielhaus Bochum
- Klaus Bruns – All singing, all dancing – Yiddish Revue – Komische Oper Berlin
- Leonie Falke – Alles ist aus, aber wir haben ja uns (Unterwasser) – Münchner Volkstheater

Inszenierung Theater für junges Publikum
Alexander Riemenschneider – Das Kind träumt – Theater an der Parkaue – Junges Staatstheater Berlin
- Patricija Katica Bronić und Hanna Valentina Röhrich – Unter Drachen – Junges Nationaltheater Mannheim
- Grete Pagan – Aus der Kurve fliegen – Junges Ensemble Stuttgart

Darsteller:in Theater für junges Publikum
Wicki Bernhardt und Janna Pinsker – Family Creatures – Künstler*innenhaus Mousonturm Frankfurt
- Lisa Bräuniger – What the body?! – Theater im Marienbad Freiburg
- Svea Kirschmeier – Petra Pan – COMEDIA – Zentrum der Kultur für Junges Publikum Köln und NRW

Genrespringer
Thomas Krupa (Regie, Drehbuch) und Tobias Bieseke (VR-Artist) – Die Wand (360°) – Schauspiel Essen, Collective Archives
- Anne Britting – Teens in the House II – Ruhrtriennale
- GROUP50:50 – The Ghosts Are Returning – Podium Esslingen und Centre-d’Art Waza Lubumbashi

Ton und Medien
Michael von zur Mühlen (Regie und Game Design) – Opera – A Future Game, Next Level – Festival for Games, NRW KULTURsekretariat
- Martin Hennecke (Konzeption) – The (un)answered question – Saarländisches Staatstheater/Saarländisches Staatsorchester
- Katie Mitchell (Regie) und Donato Wharton (Sounddesign) – Der Kirschgarten – Deutsches Schauspielhaus Hamburg

Lebenswerk
Klaus Zehelein
Perspektivpreis der Länder
Fundus-Theater